# الخزف الأرمني في القدس

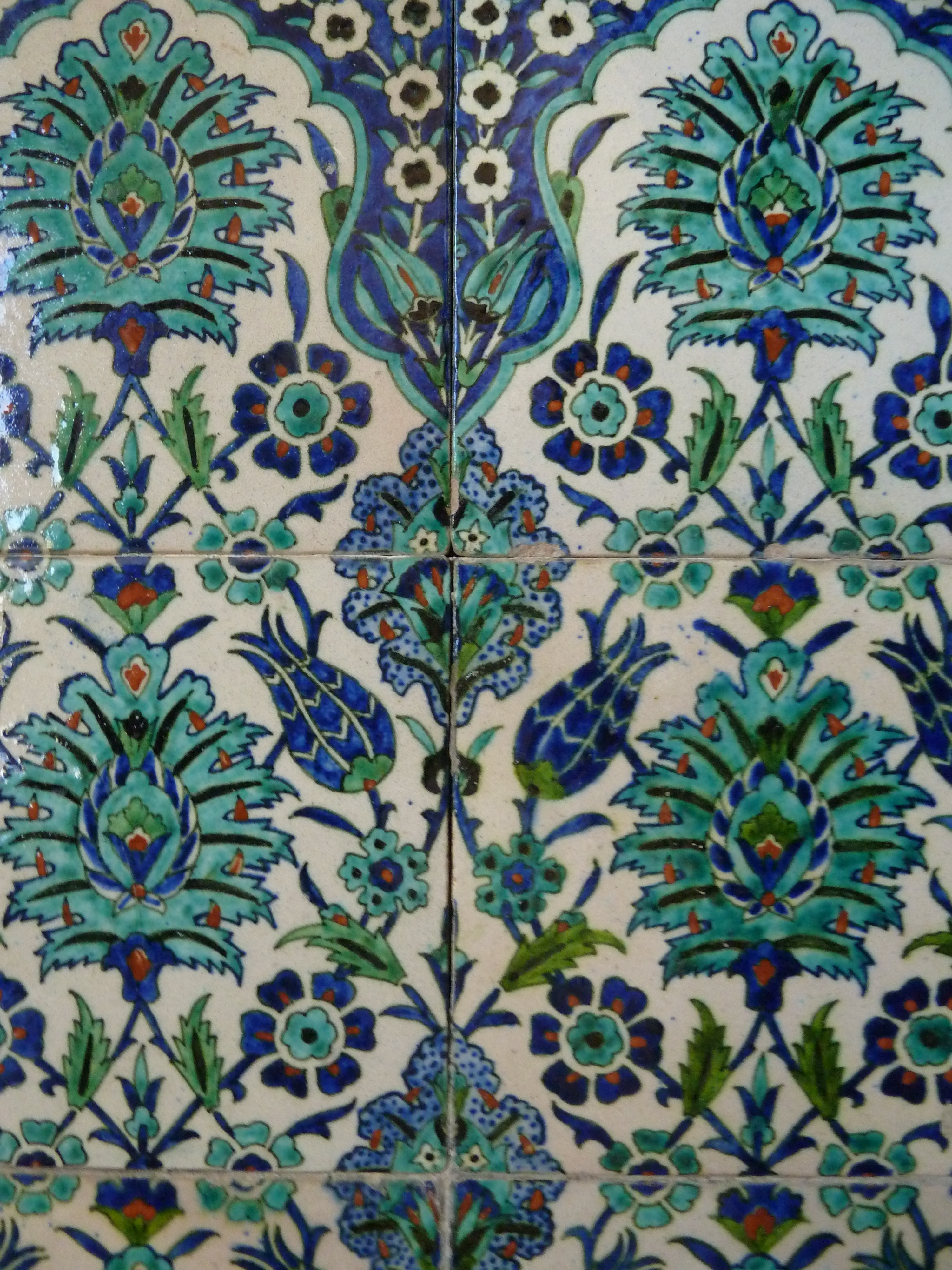
الخزف الأرمني، بيت ضيافة القديس أندرو، القدس

شهدت الجالية الأرمنية القديمة في القدس زيادة كبيرة في الأعداد حيث وجد الناجون من الإبادة الجماعية للأرمن التي ارتكبتها حكومة جمعية الاتحاد والترقي ابتداء من عام 1915 ملجأ في الحي الأرمني في القدس. ويعتقد أن هذه الصناعة قد بدأها لاجئون من كوتاهية، وهي مدينة في غرب الأناضول تشتهر بفخار إزنيق. يزين البلاط العديد من المباني الأكثر شهرة في المدينة، بما في ذلك متحف روكفلر وفندق أمريكان كولوني ومنزل رئيس إسرائيل.
يعود الفضل إلى ديفيد أوهانيسيان (1884-1953)، في إنشاء صناعة الحرف الخزفية الأرمنية في القدس، حيث هو الذي أسس صناعة الفخار في كوتاهية عام 1907. في عام 1911، تم تكليف أوهانيسيان بتركيب بلاط كوتاهية في منزل مارك سايكس في يوركشاير. في عام 1919 فر أوهانيسيان وعائلته من الإبادة الجماعية للأرمن، ووجدوا ملجأ مؤقتًا في حلب. انتقلوا إلى القدس عندما اقترح سايكس أنهم قد يكونون قادرين على إعادة إنشاء البلاط المكسور والمفقود على قبة الصخرة، وهو مبنى كان في حالة متهالكة ومهملة. على الرغم من أن لجنة قبة الصخرة لم تُنفَّذ، إلا أن فخار أوهانيسيون وجد طريقه في القدس ونجح، كما فعل الرسامون كاراكاشيان وباليان الخزافون الذين أحضرهم أوهانيسيان معه من كوتاهية لمساعدته في المشروع في عام 1919. بعد حوالي 60 عامًا، بدأ الفنانون الأرمن الجدد في امتلاك استوديوهاتهم الخاصة.
في عام 2019، أقام متحف إسرائيل معرضًا خاصًا للفخار في القدس في موقع فرع متحف روكفلر.
تحظى المنتجات المقلدة ذات الجودة المنخفضة والمنتجة بكميات كبيرة من الفخار الأرمني المنتج في المدن العربية والصين بشعبية لدى السياح، مما يقوض الفخار التقليدي المصنوع بعناية. يعرف شكل من أشكال الخزف العربي الفلسطيني المماثل في الأسلوب باسم فخار الخليل.

## قراءة معمقة
- The Armenian Ceramics of Jerusalem: Three Generations, 1919–2003, by Nurith Kenaan-Kedar, Yad Izhak Ben-Zvi books, 2003
- The Armenian Pottery of Jerusalem, exhibition catalogue by Yael Olenik, Eretz Israel Museum, 1986
- Feast of Ashes; The Life and Art of David Ohannessian, by Sato Moughalian (2019)[5]